# موچنه
موچنه (به لاتین: Muczne) یک روستا در لهستان است که در گمینا لوتوویسکا واقع شده‌است. موچنه ۴۵ نفر جمعیت دارد.